# Sassetot-le-Mauconduit
Sassetot-le-Mauconduit település Franciaországban, Seine-Maritime megyében. Lakosainak száma 1003 fő (2022. január 1.). Sassetot-le-Mauconduit Ancretteville-sur-Mer, Angerville-la-Martel, Criquetot-le-Mauconduit, Saint-Martin-aux-Buneaux, Saint-Pierre-en-Port, Theuville-aux-Maillots és Vinnemerville községekkel határos.

## Népesség
A település népessége az elmúlt években az alábbi módon változott:
| Lakosok száma | 1056 | 1069 | 1115 | 1100 | 1067 | 1035 | 1002 | 1011 | 1003 |
|               | 2013 | 2015 | 2016 | 2017 | 2018 | 2019 | 2020 | 2021 | 2022 |